# سليمان بن جاسر الحربش
سليمان بن جاسر الحربش (ولد 6 نوفمبر 1942 في الرس، المملكة العربية السعودية) هو المدير العام والرئيس التنفيذي السابق لصندوق أوبك للتنمية (أوفيد) في فيينا منذ نوفمبر 2003 وحتى أكتوبر 2018.

## تعليمه
- بكالوريوس في الاقتصاد والعلوم السياسية، جامعة القاهرة—عام 1966.
- درجة الماجستير في الاقتصاد، جامعة الثالوث، سان انطونيو بولاية تكساس، الولايات المتحدة الأمريكية—عام 1974.
- دورة في «اقتصاديات النفط والنقل»—لندن—عام 1978.

## صندوق أوبك للتنمية
المدير العام، فيينا، النمسا، منذ نوفمبر 2003 وحتى أكتوبر 2018.

## المناصب السابقة في القطاع الحكومي
- عمل في وزارة البترول والثروة المعدنية في عام 1962 , شغلا منصب المستشار الاقتصادي
- نائب وزير البترول والثروة المعدنية في السعودية في الفترة 1982-1990.
- عين وفقا لقرار مجلس الوزراء بالمملكة العربية السعودية، بتاريخ 10 فبراير 1990، في منظمة الدول المصدرة للنفط (اوبك) نائب عن وزير الخارجية.

## عمله في القطاع الخاص
- رئيس مجلس الإدارة لشركة الحفر العربية، وهي مشروع مشترك بين شركة بترومين في المملكة العربية السعودية، وشركة شلمبرجير، تعمل في مجال حفر آبار النفط في المملكة في الفترة من 1990 إلى 2003.
- رئيس اللجنة التنفيذية لشركة تكساكو العربية السعودية المحدودة، التي تعمل على امتياز النفط والغاز في المناطق البرية المقسومة في شمال شرق المملكة العربية السعودية.من عام 1995 إلى نهاية عام 2003.
- رئيس مجلس إدارة شركة النقل البحري وهي شركة مساهمة مملوكة بشكل مشترك من قبل الحكومة عن طريق صندوق الاستثمارات العامة والجمهور من عام 2002الى 2004.
- مدير الهيئة السعودية للمياه من عام 1987 ال 1990.
- مدير شركة مصفاة جدة للبترول.من عام 1988 إلى 1991.
- مدير الشركة السعودية للمعادن من عام 1985 إلى 1995.

## الأوسمة والميداليات التي تقلدها
- شهادة الدكتوراه الفخرية من جامعة أمازونيكا دي باندو في بوليفيا 2018
- جائزة عبد الله بن حمد العطية الدولية للطاقة والتنمية المستدامة الدولية لقطاع منظمة الدول المصدرة للبترول2017
- وسام الشرف الذهبي الكبير من النمسا 2015
- وسام الاستحقاق الوطني من ساحل العاج 2013
- وسام الشرف الفضي الكبير رتبة وشاح من النمسا 2013
- ميدالية الاستحقاق والتميز الذهبية من فلسطين 2013
- وسام النيلين من الدرجة الأولى من السودان 2013
- وسام التقدير الوطني من موريتانيا 2012
- وسام الشرف الوطني من درجة فارس من بوركينا فاسو 2011
- الوسام العلوي الملكي من درجة قائد من المغرب 2009
- وسام الشرف الوطني من درجة قائد من ساحل العاج 2009
- وسام أنانيا شيراكاتسي التقديري من أرمينيا 2009
- جائزة «بري دي لا فاوندايشون» من موناكو 2007
- ميدالية الكونجرس للإنجازات من الفلبين 2005

## وصلات خارجية
- سليمان الحربش مدير لصندوق الاوبك للتنمية
- صندوق الاوبك للتنمية
- السيرة الذاتية له من موقع الصندوق